# Muhammad Sajjad
Muhammad Sajjad (* 19. Februar 1986), gelegentlich auch Mohammed Sajjad oder Mohammad Sajjad, ist ein pakistanischer Snookerspieler, der viermal die pakistanische Snooker-Meisterschaft sowie den IBSF World Team Cup 2013, die Asienmeisterschaft im Six-Red-Snooker 2017 und eine Bronzemedaille bei den Asian Indoor & Martial Arts Games 2017 gewann.

## Karriere
Ab Ende der 2000er-Jahre feierte Sajjad regelmäßig Erfolge bei der pakistanischen Meisterschaft. So gewann er 2008 und 2010 das Turnier, 2009 unterlag er im Finale Muhammad Asif. Nach jedem Titel durfte er zwar an einigen internationalen Turnieren teilnehmen, große Erfolge gab es dort aber nur wenige. Immerhin zog er bei der Asienmeisterschaft 2008 ins Viertelfinale ein. Erst bei der Asienmeisterschaft 2010 konnte er dieses Ergebnis verbessern, als er erst im Finale gegen Issara Kachaiwong verlor. Zwischenzeitlich nahm Sajjad mehrfach an professionellen Turnieren teil. Darunter waren insbesondere Turniere im Six-Red-Snooker, aber auch das Shanghai Masters 2010, wo er in der Wildcardrunde knapp gegen Ex-Weltmeister Ken Doherty verlor.
Auch bei der Asienmeisterschaft im Six-Red-Snooker 2013 nahm er mit einigem Erfolg teil, auch wenn er nicht über das Viertelfinale hinaus kam. Noch im selben Jahr gelang ihm auch bei der Asienmeisterschaft im normalen Snooker eine Viertelfinalteilnahme, wenig später erreichte er das Halbfinale der Amateurweltmeisterschaft 2013. Dieses Ergebnis übertraf er noch bei der Amateurweltmeisterschaft 2014, bei der er bis ins Finale kam, wo er sich aber mit 7:8 Yan Bingtao geschlagen geben musste. Danach flauten Sajjads Ergebnisse bei internationalen Turnieren ab, während er bei der pakistanischen Meisterschaft regelmäßig die finalen Runden erreichte. So gewann er 2017 seinen dritten Meistertitel. Nur bei Mannschaftsturnieren feierte er in dieser Zeit Erfolge: Nach dem Titelgewinn beim IBSF World Team Cup 2013 stand Sajjad 2014 und 2017 erneut im Finale, verlor dann aber. Auch bei der Team-Asienmeisterschaft erreichte er 2014 einen zweiten Platz. Weniger Erfolg hatte er dagegen bei seinen beiden Teilnahmen am professionellen World Cup.
Zwischenzeitlich war Sajjad zwei weitere Male zur professionellen 6-Red World Championship eingeladen worden, wobei er bei der Ausgabe 2015 sogar bis Achtelfinale kam. Dass er sich im Six-Red-Snooker gut auskannte, zeigte er bei der Asienmeisterschaft, die er gewinnen konnte. Nach einer Achtelfinalteilnahme bei der Six-Red-Amateurweltmeisterschaft konnte er bei den Asian Indoor & Martial Arts Games 2017 in dieser Disziplin eine Bronze-Medaille gewinnen. Dagegen hatte er 2018, aber auch 2020, bei der pakistanischen Meisterschaft sehr wenig Erfolg; Teilnahmen bei anderen wichtigen Turnieren blieben deshalb aus. 2021 gewann er seinen vierten pakistanischen Meistertitel. Daraufhin konnte er im nächsten Jahr das Viertelfinale der Asienmeisterschaft und das Halbfinale der Amateurweltmeisterschaft erreichen.

## Erfolge
Einzel
| Ausgang         | Jahr | Turnier                               | Finalgegner       | Ergebnis |
| --------------- | ---- | ------------------------------------- | ----------------- | -------- |
| Amateurturniere |      |                                       |                   |          |
| Sieger          | 2008 | Pakistanische Snooker-Meisterschaft   | Saleh Mohammadi   | 7:3      |
| Zweiter         | 2009 | Pakistanische Snooker-Meisterschaft   | Muhammad Asif     | 2:6      |
| Sieger          | 2010 | Pakistanische Snooker-Meisterschaft   | Asjad Iqbal       | 8:2      |
| Zweiter         | 2010 | ACBS-Snookerasienmeisterschaft        | Issara Kachaiwong | 3:7      |
| Zweiter         | 2014 | IBSF-Snookerweltmeisterschaft         | Yan Bingtao       | 7:8      |
| Sieger          | 2017 | Pakistanische Snooker-Meisterschaft   | Asjad Iqbal       | 8:6      |
| Sieger          | 2017 | ACBS-6-Red-Snooker-Asienmeisterschaft | Lee Chun Wai      | 7:0      |
| Sieger          | 2021 | Pakistanische Snooker-Meisterschaft   | Ahsan Ramzan      | 7:6      |

Mannschaft
| Ausgang | Jahr | Turnier                              | Teampartner   | Gegner im Finale                          | Endstand |
| ------- | ---- | ------------------------------------ | ------------- | ----------------------------------------- | -------- |
| Sieger  | 2013 | IBSF World Team Cup                  | Muhammad Asif | Soheil Vahedi Amir Sarkhosh               | 5:3      |
| Zweiter | 2014 | IBSF World Team Cup                  | Muhammad Asif | Fung Kwok Wai Lee Chun Wai                | 3:5      |
| Zweiter | 2014 | ACBS-Team-Snooker-Asienmeisterschaft | Muhammad Asif | Kamal Chawla Dharminder Lilly Faisal Khan | 1:3      |
| Zweiter | 2017 | IBSF World Team Cup                  | Asjad Iqbal   | Muhammad Asif Babar Masih                 | 4:5      |